# Cleistothecium

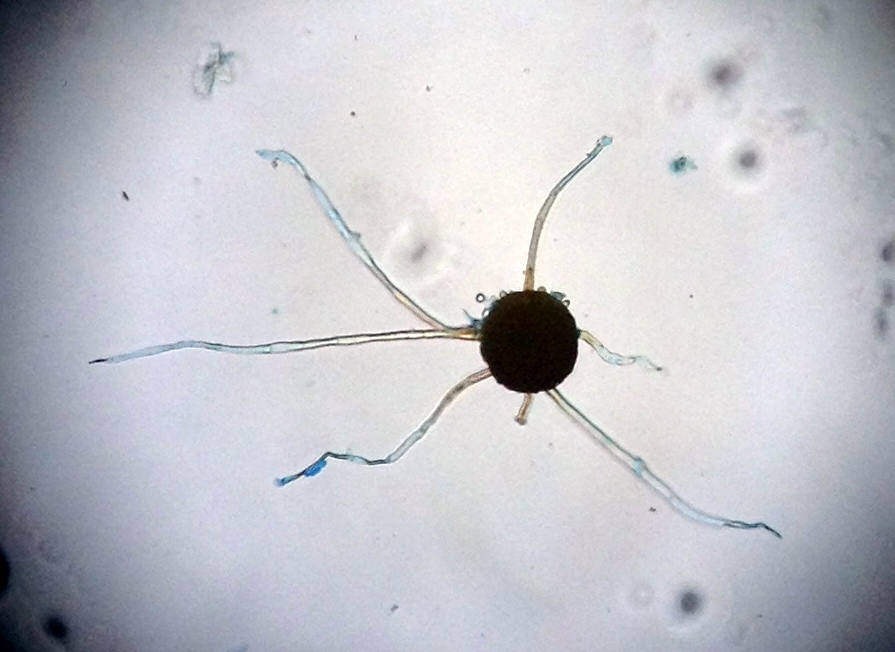
Geschlossenes Cleistothecium von Uncinula necator

Ein Cleistothecium oder Kleistothecium ist eine Art von Fruchtkörper, wie er bei manchen Schlauchpilzen (Ascomycota) auftritt.
Ein Cleistothecium ist ein nahezu rundes Ascoma ohne präformierte Öffnung, mit einfacher oder mehrschichtiger Wand. Cleistothecien sind häufig von Hülle-Zellen oder Peridien umgeben. Die Freisetzung der Sporen erfolgt durch mechanische Zerstörung des Cleistothecium oder durch Quellung innerer Strukturen, die die Cleistothek zum Platzen bringen.
Cleistothecien werden zum Beispiel von den Gattungen Emericella und Eurotium gebildet.